# Canton des Villages Vovéens
Le canton des Villages Vovéens, précédemment appelé canton de Voves, est une circonscription électorale française située dans le département d'Eure-et-Loir et la région Centre-Val de Loire.

## Histoire
Le canton de Voves a été créé en 1790.
Un nouveau découpage territorial d'Eure-et-Loir entre en vigueur à l'occasion des élections départementales de mars 2015, défini par le décret du 24 février 2014, en application des lois du 17 mai 2013 (loi organique 2013-402 et loi 2013-403). Les conseillers départementaux sont, à compter de ces élections, élus au scrutin majoritaire binominal mixte. Les électeurs de chaque canton élisent au Conseil départemental, nouvelle appellation du Conseil général, deux membres de sexe différent, qui se présentent en binôme de candidats. Les conseillers départementaux sont élus pour 6 ans au scrutin binominal majoritaire à deux tours, l'accès au second tour nécessitant 12,5 % des inscrits au 1er tour. En outre la totalité des conseillers départementaux est renouvelée. Ce nouveau mode de scrutin nécessite un redécoupage des cantons dont le nombre est divisé par deux avec arrondi à l'unité impaire supérieure si ce nombre n'est pas entier impair, assorti de conditions de seuils minimaux. En Eure-et-Loir, le nombre de cantons passe ainsi de 29 à 15. Le nombre de communes du canton de Voves passe de 22 à 67.
Le nouveau canton de Voves est formé de communes des anciens cantons de Janville (18 communes), de Voves (23 communes), de Orgères-en-Beauce (17 communes), de Bonneval (8 communes) et de Chartres-Nord-Est (1 commune). Avec ce redécoupage administratif, le territoire du canton s'affranchit des limites d'arrondissements, avec 41 communes incluses dans l'arrondissement de Chartres et 26 dans l'arrondissement de Châteaudun. Le bureau centralisateur est situé à Voves.

## Géographie
Ce canton est organisé autour des Villages Vovéens dans les arrondissements de Chartres et de Châteaudun. Son altitude varie de 112 m à 166 m.

## Représentation

### Conseillers généraux du canton de Voves de 1833 à 2015
| Période | Période      | Identité                         | Étiquette              | Qualité |
| ------- | ------------ | -------------------------------- | ---------------------- | --- |
| 1833    | 1848         | Adelphe Chasles                  | Majorité ministérielle | Notaire - Maire de Chartres (1830-1848) Député d'Eure-et-Loir (1831-1848) Président du conseil général d'Eure-et-Loir                                                           |
| 1848    | 1891 (décès) | André François Collier-Bordier   | Droite                 | Propriétaire à Meigneville (Montainville) et à Chartres |
| 1892    | 1896 (décès) | Charles Augustin Gommier         | Constitutionnel        | Cultivateur - Maire de Boncé |
| 1896    | 1912 (décès) | Charles Auguste Albert Rabourdin | Républicain            | Docteur-médecin Maire de Voves |
| 1912    | 1937         | Jules Louis Victor Marquis       | Rad                    | Vétérinaire Maire de Louville-la-Chenard |
| 1937    | 1940         | Etienne Chifflet                 | Rad                    | Négociant Maire de Boisville-la-Saint-Père, conseiller d'arrondissement |
|         |              |                                  |                        | |
| 1943    | 1945         | Pierre Delatouche                | ?                      | Adjoint au maire de Germignonville Nommé conseiller départemental en 1943 |
|         |              |                                  |                        | |
| 1945    | 1976         | Roger Gommier                    | Rad puis PS            | Directeur de coopérative agricole Maire de Voves (1945-1983) Suppléant du député Edmond Desouches (1958-1967)                                                                   |
| 1976    | 1982         | Jean-Claude Genin                | PS                     | Instituteur Premier adjoint au maire de Voves |
| 1982    | 2001         | Jean Cosson                      | UDF-CDS                | Notaire à Voves, Président de la Chambre des notaires d'Eure-et-Loir |
| 2001    | 2015         | Marc Guerrini                    | UDF puis NC-UDI        | Chef d'entreprise Maire de Voves Vice-président du conseil général Président de la communauté de communes de la Beauce vovéenne Suppléant du député Philippe Vigier (2007-2022) |

### Conseillers d'arrondissement (de 1833 à 1940)
| Période                                  | Période          | Identité                            | Étiquette | Qualité |
| ---------------------------------------- | ---------------- | ----------------------------------- | --------- | --- |
| 1833                                     | 1848             | Jean François Lelardeur (1777-1849) |           | Cultivateur, maire de Prasville                                                                             |
|                                          |                  |                                     |           | |
|                                          | 1896 (démission) | Eugène-Henri Connay                 |           | Maire de Vitray-en-Beauce                                                                                   |
|                                          |                  |                                     |           | |
| 1913                                     | 1928             | Paul Foiret                         | Radical   | Cultivateur à Bonard, maire de Baignolet                                                                    |
| 1928                                     | 1934             | Paul Hurault                        | Radical   | Cultivateur à Prasville                                                                                     |
| 1934                                     | 1937             | Étienne Chifflet                    | Radical   | Négociant, maire de Boisville-la-Saint-Père                                                                 |
| 1937                                     | 1940             | Louis Sédillot                      | Radical   | Instituteur à Prasville                                                                                     |
| 1940                                     |                  |                                     |           | Les conseils d'arrondissement ont été suspendus par la loi du 12 octobre 1940 et n'ont jamais été réactivés |
| Les données manquantes sont à compléter. |                  |                                     |           | |

### Conseillers départementaux depuis 2015
| Période élective | Période élective | Mandat | Mandat   | Identité               | Nuance | Nuance | Qualité |
| ---------------- | ---------------- | ------ | -------- | ---------------------- | ------ | ------ | --- |
| 2015             | 2021             | 2015   | 2021     | Delphine Breton        |        | LR     | Ancienne conseillère municipale de Toury |
| 2015             | 2021             | 2015   | 2021     | Albéric de Montgolfier |        | LR     | Avocat au Conseil d'État et à la Cour de cassation Sénateur d'Eure-et-Loir(depuis 2008) Ancien président du conseil général puis départemental (2001-2017) Ancien conseiller municipal de Terminiers (1991-2020) Ancien conseiller général du canton d'Orgères-en-Beauce (1998-2015) |
| 2021             | 2028             | 2021   | en cours | Delphine Breton        |        | LR     | Conseillère sortante |
| 2021             | 2028             | 2021   | en cours | Marc Guerrini          |        | DVC    | Chef d'entreprise, ancien conseiller général du canton de Voves (2001-2015), membre des Centristes, maire des Villages Vovéens |

### Résultats détaillés

#### Élections de mars 2015
À l'issue du 1er tour des élections départementales de 2015, deux binômes sont en ballottage : Delphine Breton et Albéric de Montgolfier (Union de la Droite, 47 %) et Cécile Assenza Poggioli et Dominique Massias (FN, 34,36 %). Le taux de participation est de 54,39 % (11 053 votants sur 20 320 inscrits) contre 48,57 % au niveau départementalet 50,17 % au niveau national.
Au second tour, Delphine Breton et Albéric de Montgolfier (Union de la Droite) sont élus avec 62,21 % des suffrages exprimés et un taux de participation de 53,13 % (6 112 voix pour 10 794 votants et 20 317 inscrits).
Delphine Breton, élue comme UDI, est maintenant  membre du groupe LR.

#### Élections de juin 2021
Le premier tour des élections départementales de 2021 est marqué par un très faible taux de participation (33,26 % au niveau national). Dans le canton des Villages Vovéens, ce taux de participation est de 36,22 % (7 387 votants sur 20 397 inscrits) contre 32,03 % au niveau départemental. À l'issue de ce premier tour, deux binômes sont en ballottage : Delphine Breton et Marc Guerrini (DVD, 35,09 %) et Hervé Lancelot et Delphine Margelin (RN, 25,27 %).
Le second tour des élections est marqué une nouvelle fois par une abstention massive équivalente au premier tour. Les taux de participation sont de 34,36 % au niveau national, 32,5 % dans le département et 35,08 % dans le canton des Villages Vovéens. Delphine Breton et Marc Guerrini (DVD) sont élus avec 64,92 % des suffrages exprimés (4 201 voix pour 7 159 votants et 20 405 inscrits),,. 

## Composition

### Composition avant 2015
Le canton de Voves regroupait vingt-deux communes.
| Nom                      | Code Insee | Codepostal  | Superficie (km2) | Population (dernière pop. légale) | Densité (hab./km2) |
| ------------------------ | ---------- | ----------- | ---------------- | --------------------------------- | ------------------ |
| Voves (chef-lieu)        | 28422      | 28150       | 32,98            | 3 091 (2012)                      | 94                 |
| Allonnes                 | 28004      | 28150       | 10,25            | 333 (2012)                        | 32                 |
| Baignolet                | 28020      | 28150       | 10,07            | 130 (2012)                        | 13                 |
| Beauvilliers             | 28032      | 28150       | 23,05            | 324 (2012)                        | 14                 |
| Boisville-la-Saint-Père  | 28047      | 28150       | 24,92            | 708 (2012)                        | 28                 |
| Boncé                    | 28049      | 28150       | 8,76             | 244 (2012)                        | 28                 |
| Fains-la-Folie           | 28145      | 28150       | 21,65            | 316 (2012)                        | 15                 |
| Germignonville           | 28179      | 28140       | 20,92            | 227 (2012)                        | 11                 |
| Louville-la-Chenard      | 28215      | 28150       | 19,51            | 269 (2012)                        | 14                 |
| Montainville             | 28258      | 28150       | 15,35            | 320 (2012)                        | 21                 |
| Moutiers                 | 28274      | 28150       | 21,20            | 256 (2012)                        | 12                 |
| Ouarville                | 28291      | 28150       | 20,13            | 544 (2012)                        | 27                 |
| Pézy                     | 28297      | 28150       | 6,19             | 245 (2012)                        | 40                 |
| Prasville                | 28304      | 28150       | 16,26            | 451 (2012)                        | 28                 |
| Réclainville             | 28313      | 28150       | 9,80             | 191 (2012)                        | 19                 |
| Rouvray-Saint-Florentin  | 28320      | 28150       | 9,36             | 198 (2012)                        | 21                 |
| Theuville                | 28383      | 28360 28150 | 29,86            | 430 (2012)                        | 14                 |
| Viabon                   | 28406      | 28150       | 36,43            | 352 (2012)                        | 9,7                |
| Villars                  | 28411      | 28150       | 8,34             | 156 (2012)                        | 19                 |
| Villeau                  | 28412      | 28150       | 13,79            | 182 (2012)                        | 13                 |
| Villeneuve-Saint-Nicolas | 28416      | 28150       | 5,16             | 151 (2012)                        | 29                 |
| Ymonville                | 28426      | 28150       | 20,69            | 489 (2012)                        | 24                 |

### Composition depuis 2015
Le canton des Villages Vovéens comprenait soixante-sept communes entières à sa création.
À la suite de la création des communes nouvelles d'Éole-en-Beauce, de Gommerville, de Janville-en-Beauce et des Villages Vovéens, la composition du canton est révisée par le décret du 7 novembre 2019 et le canton est renommé. Le nombre de communes du canton est alors de 57 et le bureau centralisateur est situé aux Villages Vovéens.
| Nom                                          | Code Insee | Intercommunalité      | Superficie (km2) | Population (dernière pop. légale) | Densité (hab./km2) | Modifier                                    |
| -------------------------------------------- | ---------- | --------------------- | ---------------- | --------------------------------- | ------------------ | ------------------------------------------- |
| Les Villages Vovéens (bureau centralisateur) | 28422      | CC Cœur de Beauce     | 62,85            | 3 977 (2022)                      | 63                 | modifier les données · modifier les données |
| Allonnes                                     | 28004      | CA Chartres Métropole | 10,25            | 319 (2022)                        | 31                 | modifier les données · modifier les données |
| Baigneaux                                    | 28019      | CC Cœur de Beauce     | 11,78            | 216 (2022)                        | 18                 | modifier les données · modifier les données |
| Baudreville                                  | 28026      | CC Cœur de Beauce     | 13,03            | 239 (2022)                        | 18                 | modifier les données · modifier les données |
| Bazoches-en-Dunois                           | 28028      | CC Cœur de Beauce     | 18,68            | 262 (2022)                        | 14                 | modifier les données · modifier les données |
| Bazoches-les-Hautes                          | 28029      | CC Cœur de Beauce     | 16,98            | 328 (2022)                        | 19                 | modifier les données · modifier les données |
| Beauvilliers                                 | 28032      | CC Cœur de Beauce     | 23,05            | 342 (2022)                        | 15                 | modifier les données · modifier les données |
| Boisville-la-Saint-Père                      | 28047      | CA Chartres Métropole | 24,92            | 721 (2022)                        | 29                 | modifier les données · modifier les données |
| Boncé                                        | 28049      | CA Chartres Métropole | 8,76             | 223 (2022)                        | 25                 | modifier les données · modifier les données |
| Bouville                                     | 28057      | CC du Bonnevalais     | 15,65            | 553 (2022)                        | 35                 | modifier les données · modifier les données |
| Bullainville                                 | 28065      | CC du Bonnevalais     | 6,66             | 111 (2022)                        | 17                 | modifier les données · modifier les données |
| Cormainville                                 | 28108      | CC Cœur de Beauce     | 17,83            | 222 (2022)                        | 12                 | modifier les données · modifier les données |
| Courbehaye                                   | 28114      | CC Cœur de Beauce     | 19,70            | 137 (2022)                        | 7,0                | modifier les données · modifier les données |
| Dambron                                      | 28121      | CC Cœur de Beauce     | 11,99            | 99 (2022)                         | 8,3                | modifier les données · modifier les données |
| Éole-en-Beauce                               | 28406      | CC Cœur de Beauce     | 102,86           | 1 240 (2022)                      | 12                 | modifier les données · modifier les données |
| Fontenay-sur-Conie                           | 28157      | CC Cœur de Beauce     | 13,25            | 149 (2022)                        | 11                 | modifier les données · modifier les données |
| Fresnay-l'Évêque                             | 28164      | CC Cœur de Beauce     | 29,04            | 741 (2022)                        | 26                 | modifier les données · modifier les données |
| Le Gault-Saint-Denis                         | 28176      | CC du Bonnevalais     | 23,35            | 674 (2022)                        | 29                 | modifier les données · modifier les données |
| Gommerville                                  | 28183      | CC Cœur de Beauce     | 32,45            | 667 (2022)                        | 21                 | modifier les données · modifier les données |
| Gouillons                                    | 28184      | CC Cœur de Beauce     | 12,04            | 337 (2022)                        | 28                 | modifier les données · modifier les données |
| Guilleville                                  | 28189      | CC Cœur de Beauce     | 13,41            | 163 (2022)                        | 12                 | modifier les données · modifier les données |
| Guillonville                                 | 28190      | CC Cœur de Beauce     | 27,15            | 463 (2022)                        | 17                 | modifier les données · modifier les données |
| Intréville                                   | 28197      | CC Cœur de Beauce     | 8,91             | 121 (2022)                        | 14                 | modifier les données · modifier les données |
| Janville-en-Beauce                           | 28199      | CC Cœur de Beauce     | 42,32            | 2 482 (2022)                      | 59                 | modifier les données · modifier les données |
| Levesville-la-Chenard                        | 28210      | CC Cœur de Beauce     | 13,89            | 235 (2022)                        | 17                 | modifier les données · modifier les données |
| Loigny-la-Bataille                           | 28212      | CC Cœur de Beauce     | 18,05            | 215 (2022)                        | 12                 | modifier les données · modifier les données |
| Louville-la-Chenard                          | 28215      | CC Cœur de Beauce     | 19,51            | 247 (2022)                        | 13                 | modifier les données · modifier les données |
| Lumeau                                       | 28221      | CC Cœur de Beauce     | 15,28            | 137 (2022)                        | 9,0                | modifier les données · modifier les données |
| Mérouville                                   | 28243      | CC Cœur de Beauce     | 9,62             | 215 (2022)                        | 22                 | modifier les données · modifier les données |
| Meslay-le-Vidame                             | 28246      | CA Chartres Métropole | 14,67            | 516 (2022)                        | 35                 | modifier les données · modifier les données |
| Moutiers                                     | 28274      | CC Cœur de Beauce     | 21,20            | 243 (2022)                        | 11                 | modifier les données · modifier les données |
| Neuville Saint Denis                         | 28319      | CC Cœur de Beauce     | 41,41            | 657 (2022)                        | 16                 | modifier les données · modifier les données |
| Neuvy-en-Dunois                              | 28277      | CC du Bonnevalais     | 25,87            | 305 (2022)                        | 12                 | modifier les données · modifier les données |
| Nottonville                                  | 28283      | CC Cœur de Beauce     | 24,74            | 283 (2022)                        | 11                 | modifier les données · modifier les données |
| Oinville-Saint-Liphard                       | 28284      | CC Cœur de Beauce     | 21,77            | 277 (2022)                        | 13                 | modifier les données · modifier les données |
| Orgères-en-Beauce                            | 28287      | CC Cœur de Beauce     | 15,24            | 998 (2022)                        | 65                 | modifier les données · modifier les données |
| Ouarville                                    | 28291      | CC Cœur de Beauce     | 20,13            | 534 (2022)                        | 27                 | modifier les données · modifier les données |
| Péronville                                   | 28296      | CC Cœur de Beauce     | 24,90            | 260 (2022)                        | 10                 | modifier les données · modifier les données |
| Poinville                                    | 28300      | CC Cœur de Beauce     | 8,08             | 173 (2022)                        | 21                 | modifier les données · modifier les données |
| Poupry                                       | 28303      | CC Cœur de Beauce     | 14,48            | 99 (2022)                         | 6,8                | modifier les données · modifier les données |
| Prasville                                    | 28304      | CC Cœur de Beauce     | 16,26            | 449 (2022)                        | 28                 | modifier les données · modifier les données |
| Pré-Saint-Évroult                            | 28305      | CC du Bonnevalais     | 21,55            | 286 (2022)                        | 13                 | modifier les données · modifier les données |
| Pré-Saint-Martin                             | 28306      | CC du Bonnevalais     | 7,25             | 176 (2022)                        | 24                 | modifier les données · modifier les données |
| Réclainville                                 | 28313      | CC Cœur de Beauce     | 9,80             | 203 (2022)                        | 21                 | modifier les données · modifier les données |
| Sancheville                                  | 28364      | CC du Bonnevalais     | 21,77            | 748 (2022)                        | 34                 | modifier les données · modifier les données |
| Santilly                                     | 28367      | CC Cœur de Beauce     | 17,66            | 306 (2022)                        | 17                 | modifier les données · modifier les données |
| Terminiers                                   | 28382      | CC Cœur de Beauce     | 31,72            | 881 (2022)                        | 28                 | modifier les données · modifier les données |
| Theuville                                    | 28383      | CA Chartres Métropole | 29,86            | 728 (2022)                        | 24                 | modifier les données · modifier les données |
| Tillay-le-Péneux                             | 28390      | CC Cœur de Beauce     | 22,19            | 313 (2022)                        | 14                 | modifier les données · modifier les données |
| Toury                                        | 28391      | CC Cœur de Beauce     | 18,72            | 2 620 (2022)                      | 140                | modifier les données · modifier les données |
| Trancrainville                               | 28392      | CC Cœur de Beauce     | 11,61            | 169 (2022)                        | 15                 | modifier les données · modifier les données |
| Varize                                       | 28400      | CC Cœur de Beauce     | 13,85            | 189 (2022)                        | 14                 | modifier les données · modifier les données |
| Villars                                      | 28411      | CC Cœur de Beauce     | 8,34             | 180 (2022)                        | 22                 | modifier les données · modifier les données |
| Vitray-en-Beauce                             | 28419      | CA Chartres Métropole | 10,92            | 353 (2022)                        | 32                 | modifier les données · modifier les données |
| Ymonville                                    | 28426      | CC Cœur de Beauce     | 20,69            | 481 (2022)                        | 23                 | modifier les données · modifier les données |
| Canton des Villages Vovéens                  | 2815       |                       | 1 137,94         | 28 262 (2022)                     | 25                 | modifier les données                        |

## Démographie

### Démographie avant 2015
| 1962  | 1968  | 1975  | 1982  | 1990  | 1999  | 2006  | 2011  | 2012  |
| ----- | ----- | ----- | ----- | ----- | ----- | ----- | ----- | ----- |
| 8 688 | 8 347 | 7 712 | 7 800 | 8 084 | 8 482 | 9 004 | 9 514 | 9 607 |

### Démographie depuis 2015
En 2022, le canton comptait 28 262 habitants, en évolution de −1,87 % par rapport à 2016 (Eure-et-Loir : −0,23 %, France hors Mayotte : +2,11 %).
| 2013   | 2018   | 2022   |
| ------ | ------ | ------ |
| 28 915 | 28 497 | 28 262 |